# 다미앵 보나르
다미앵 보나르(프랑스어: Damien Bonnard, 1978년 7월 22일 ~ )는 프랑스의 배우이다.

## 출연 작품
- 무법자 (2010)
- 올리언스 (2012)
- 플라이 미 투 더 문 (2012)
- Vendeur (2016)
- 더 스탑오버 (2016)
- 스테잉 버티컬 (2016)
- 아홉 개의 손가락 (2017)
- 덩케르크 (2017)
- 써스트 스트리트 (2017)
- 실화: 숨겨진 비밀 (2017)
- 트러블 위드 유 (2018)
- 큐리오사 (2019)
- 울프 콜 (2019)
- 레 미제라블 (2019)
- 온리 더 애니멀즈 (2019)
- 스노우 화이트 (2019)
- 마담 (2019)
- 프렌치 디스패치 (2021)
- Les Intranquilles (2021)